# Парламент Южной Осетии
Парламент Республики Южная Осетия (осет. Республикæ Хуссар Ирыстоны Парламент) — высший представительный законодательный орган частично признанной Республики Южная Осетия.
Статус парламента закреплён в главе 4 Конституции Республики Южная Осетия. Парламент однопалатный, в который входят 34 депутата. Депутатом может быть избран гражданин Республики Южная Осетия, достигший 21 года и имеющий право участвовать в выборах. Срок исполнения полномочий — 5 лет. Выборы проходят по пропорционально-мажоритарной избирательной системе. Работу Парламента возглавляет его Председатель, избираемый большинством голосов от общего числа депутатов.

## История
Первые выборы в Верховный Совет Южной Осетии прошли в декабре 1990 года. 10 декабря грузинскими властями была отменена автономия Южной Осетии, разворачивался грузино-осетинский конфликт.
2 ноября 1993 года Верховный Совет принял Конституцию Южной Осетии. 27 мая 1994 года прошли выборы Верховного Совета второго созыва, где победили представители Коммунистической партии Республики Южная Осетия.
В декабре 1996 года Верховный Совет Республики Южная Осетия переименован в Парламент Южной Осетии.
12 мая 1999 года состоялись выборы в парламент третьего созыва. Тогда снова большинство было за коммунистами (47,7 % голосов). Выборы в четвёртый созыв югоосетинского парламента состоялись 23 мая 2004 года. На них победила партия «Единство», за которую проголосовало 54,6 % избирателей; за коммунистов проголосовало 24,7 %.. На пятых парламентских выборах, состоявшихся в 2009 году, также победила партия «Единство», однако в этот раз она не получила конституционного большинства.
Следующие парламентские выборы прошли 8 июня 2014 года. Победу одержала партия «Единая Осетия», набрав 43,1 % голосов. С Председателем Парламента, избранным от этого политического объединения, Анатолием Бибиловым связано и продолжение традиции, когда глава законодательного собрания становится президентом страны. После избрания Анатолия Бибилова Президентом РЮО, Парламентом VI созыва стал руководить депутат от партии «Единая Осетия» Петр Гассиев.
9 июня 2019 года состоялись выборы депутатов Парламента РЮО VII созыва. Правящая партия «Единая Осетия» потеряла большинство мест в парламенте, получив 14 мандатов из 34. Председателем Парламента РЮО был избран депутат от «Единой Осетии» Алан Тадтаев. Впервые с 2009 года, Коммунистическая партия Республики Южная Осетия прошла в законодательный орган c одним мандатом, «Единство народа» получила 3 мандата, «Ныхас» — 4, «Народная партия Республики Южная Осетия» — 5. Также в парламент прошли 7 независимых депутатов.

## Комитеты и комиссии Парламента РЮО VII созыва
Комитета по социальной политике и здравоохранению;
Комитет по обороне и безопасности;
Комитет по внешней политике и межпарламентским связям;
Комитет по национальной политике, культуре, религии и СМИ;
Комитет по образованию и науке;
Комитет по законодательству, законности и местному самоуправлению;
Комитет по экономике, малому предпринимательству и сельскому хозяйству;
Комитет по бюджету и налогам;
Комитет по промышленности, строительству, транспорту, связи и природным ресурсам;
Комитет по делам молодёжи, спорта и туризма;
Комиссия по вопросам депутатской этики;
Комиссия по соблюдению Регламента Парламента РЮО.

## Спикеры законодательного органа Южной Осетии
| #                                                                             | Фото | Фамилия                                      | Начало полномочий | Конец полномочий | Партия        | Ссылки |
| ----------------------------------------------------------------------------- | ---- | -------------------------------------------- | ----------------- | ---------------- | ------------- | ------ |
| Председатель Верховного Совета Южно-Осетинской Советской Республики 1990—1991 |      |                                              |                   |                  |               |        |
| 1                                                                             |      | Торез Георгиевич Кулумбегов (1938—2006)      | 10 декабря 1990   | 4 мая 1991       | Беспартийный  |        |
| Председатель Верховного Совета Республики Южная Осетия 1991—1996              |      |                                              |                   |                  |               |        |
| 1                                                                             |      | Знаур Николаевич Гассиев (и. о.) (1925—2016) | 1 сентября 1991   | 9 января 1992    | Беспартийный  |        |
| 2                                                                             |      | Торез Георгиевич Кулумбегов (1938—2006)      | 9 января 1992     | 17 сентября 1993 | Беспартийный  |        |
| 3                                                                             |      | Людвиг Алексеевич Чибиров (род. 1932)        | 17 сентября 1993  | 27 ноября 1996   | Беспартийный  |        |
| Председатель Парламента Республики Южная Осетия с 1996                        |      |                                              |                   |                  |               |        |
| 1                                                                             |      | Коста Георгиевич Дзугаев (род. 1956)         | 27 ноября 1996    | 1999             | Беспартийный  |        |
| 2                                                                             |      | Станислав Яковлевич Кочиев (род. 1954)       | 1999              | 2004             | КП РЮО        | [ 8 ]  |
| 3                                                                             |      | Знаур Николаевич Гассиев (1925—2016)         | 2004              | 9 июня 2009      | Единство      | [ 9 ]  |
| 4                                                                             |      | Станислав Яковлевич Кочиев (род. 1954)       | 9 июня 2009       | 5 октября 2011   | КП РЮО        | [ 8 ]  |
| —                                                                             |      | Зураб Ревазович Кокоев (род. 1960) (и. о.)   | 5 октября 2011    | 2 июля 2012      | Единство      | [ 10 ] |
| 4                                                                             |      | Станислав Яковлевич Кочиев (род. 1954)       | 2 июля 2012       | 23 июня 2014     | КП РЮО        | [ 11 ] |
| 5                                                                             |      | Анатолий Ильич Бибилов (род. 1970)           | 23 июня 2014      | 18 апреля 2017   | Единая Осетия | [ 12 ] |
| —                                                                             |      | Инал Димитриевич Мамиев (род. 1934) (и. о.)  | 18 апреля 2017    | 7 июня 2017      | Единая Осетия | [ 13 ] |
| 6                                                                             |      | Пётр Леонидович Гассиев (род. 1972)          | 7 июня 2017       | 20 июня 2019     | Единая Осетия | [ 14 ] |
| 7                                                                             |      | Тадтаев Алан Сергеевич (род. 1969)           | 20 июня 2019      | 15 сентября 2022 | Единая Осетия | [ 15 ] |
| 8                                                                             |      | Алборов Алан Юрьевич (род. 1976)             | 15 сентября 2022  | 24 июня 2024     | Ныхас         | [ 16 ] |
| 9                                                                             |      | Алан Таймуразович Маргиев (род. 1987)        | 24 июня 2024      |                  | Ныхас         | [ 1 ]  |

## Составы по созывам
Состав депутатов по результатам выборов от 13 мая 2009 (5 -го созыва)
| Партия                                | Партия                                  | Голоса | %     | Места |   |
| ------------------------------------- | --------------------------------------- | ------ | ----- | ----- | - |
|                                       | Единство                                | 21 246 | 46.32 | 17    |   |
|                                       | Народная партия Республики Южная Осетия | 10 345 | 22.55 | 9     |   |
|                                       | КП РЮО                                  | 10 194 | 22.22 | 8     |   |
|                                       | Социалистическая партия «Фыдыбаста»     | 2 918  | 6.36  | 0     |   |
| Против всех                           | Против всех                             | 1 163  | 2.53  | -     | - |
| Итого (явка 81,93 %)                  | Итого (явка 81,93 %)                    | 45 866 | 100 % | 34    |   |
| Источник: ЦИК Республики Южная Осетия |                                         |        |       |       |   |

 Выборы в 2014 году 
|   | Партия                                          | Лидер              | Год основания | % на прошлых выборах | Места в парламенте (5 созыв) | % на этих выборах | Места в парламенте (6 созыв) |
| - | ----------------------------------------------- | ------------------ | ------------- | -------------------- | ---------------------------- | ----------------- | ---------------------------- |
| 1 | Единство                                        | Зураб Кокоев       | 2003          | 46,38 %              | 17                           | менее 7 %         | 0                            |
| 2 | Единство Народа                                 | Владимир Келехсаев | 2013          | —                    | —                            | 13,24 %           | 6                            |
| 3 | Единая Осетия                                   | Анатолий Бибилов   | 2012          | —                    | —                            | 43,1 %            | 20                           |
| 4 | Коммунистическая партия Республики Южная Осетия | Станислав Кочиев   | 1993          | 22,25 %              | 8                            | менее 7 %         | 0                            |
| 5 | Новая Осетия                                    | Давид Санакоев     | 2012          | —                    | —                            | менее 7 %         | 0                            |
| 6 | Народная партия Республики Южная Осетия         | Александр Плиев    | 2003          | 22,58 %              | 9                            | 9,08 %            | 4                            |
| 7 | Ныхас                                           | Алан Алборов       | 2013          | —                    | —                            | 7,47 %            | 4                            |
| 8 | Родина                                          | Домбай Гассиев     | 2012          | —                    | —                            | менее 7 %         | 0                            |
| 9 | Фыдыбаста                                       | Вячеслав Гобозов   | 2007          | 6,37 %               | —                            | менее 7 %         | 0                            |

Выборы в 2019 году
| Партия                                          | Лидер              | Год основания | % на прошлых выборах | Места в парламенте (6 созыв) | % на этих выборах | Места в парламенте (7 созыв) | По списку | Одномандатники |
| ----------------------------------------------- | ------------------ | ------------- | -------------------- | ---------------------------- | ----------------- | ---------------------------- | --------- | -------------- |
| Единство                                        | Зураб Кокоев       | 2003          | менее 7 %            | 0                            | 2,83              | 0                            | 0         | 0              |
| Единство Народа                                 | Владимир Келехсаев | 2013          | 13,24 %              | 6                            | 12,96 %           | 3                            | 2         | 1              |
| Единая Осетия                                   | Анатолий Бибилов   | 2012          | 43,1 %               | 20                           | 39,96 %           | 14                           | 7         | 7              |
| Коммунистическая партия Республики Южная Осетия | Станислав Кочиев   | 1993          | менее 7 %            | 0                            | 7,29 %            | 1                            | 0         | 1              |
| Народная партия Республики Южная Осетия         | Александр Плиев    | 2003          | 9,08 %               | 4                            | 21,80 %           | 5                            | 4         | 1              |
| Ныхас                                           | Давид Санакоев     | 2013          | 7,47 %               | 4                            | 14,37 %           | 4                            | 3         | 1              |
| Независимые                                     | одномандатники     | с 2019        | 0                    | —                            |                   | 7                            | 0         | 7              |